# La gloria (romanzo)
La gloria è un romanzo di Giuseppe Berto, pubblicato nel 1978. 

## Contenuto
Berto costruisce in prima persona la figura di Giuda Iscariota come umile strumento di Dio perché si realizzi la storia della salvezza. Gesù gli affida il compito ufficiale di tesoriere, ma il suo incarico segreto è quello di tradirlo, quando sarà necessario. Giuda lo tradisce e si danna in eterno come suo ultimo "dovere d'amore", come era già stato stabilito dalle Scritture. 
Il libro è scritto in forma di monologo, è Giuda che parla da morto, un Giuda quasi onnisciente, che conosce il corso della storia e cita filosofi e personalità del mondo moderno. La prosa tenta di mimare le parole che realisticamente avrebbe pronunciato un giudeo vissuto ai tempi della predicazione di Cristo, descrivendo i propri sentimenti e le angosce religiose.

## Edizioni
- Giuseppe Berto, La gloria, A. Mondadori, Milano 1978
- Giuseppe Berto, La gloria, introduzione di Luigi Baldacci, A. Mondadori, Milano 1980
- Giuseppe Berto, La gloria, prefazione di Carlo Bo, Biblioteca universale Rizzoli, Milano 2001
- Giuseppe Berto, La gloria, prefazione di Cesare De Michelis, BUR, Milano 2014
- Giuseppe Berto, La gloria, postfazione di Silvio Perrella, Pozza, Vicenza 2017
- (FR)  L'Évangile selon Judas, traduzione di Réné de Ceccatty, Denoël, Paris 1982